# Palacio municipal de Orizaba
El Palacio Municipal de Orizaba es un antiguo edificio de estilo francés construido a principios del siglo XX bajo patrocinio del presidente de México Porfirio Díaz para albergar inicialmente al Colegio Preparatorio de Orizaba, que fue una institución de prestigio en el campo de las artes y la ciencia durante el siglo XIX. Actualmente es sede del Honorable Ayuntamiento de la ciudad de Orizaba, Veracruz, siendo al mismo tiempo uno de los edificios más atractivos y visitados por los turistas en el centro histórico de la misma ciudad.